# Wii Menu
O Wii Menu é a principal e a primeira tela quando o jogador liga o seu Wii. Quando ligado pela primeira vez, aparece um relógio, o dia da semana e a quantidade de canais que o jogador possui, que são 6, por padrão. Mas pode se obter mais canais quando o Wii é ligado à internet ou fazendo o download pelo WiiWare e o Virtual Console às vezes da Nintendo.
Todos os canais, exceto o Disc Channel, podem ser colocados em outros lugares do Wii Menu, de acordo com a preferência do jogador.
Uma entrevista de   Wired  de Katsuya Eguchi (produtora de  Animal Crossing  e  Wii Sports ) realizada em 2006 confirmou que o recurso de avatar de jogador personalizado mostrado no E3 Media Briefing da Nintendo seria incluído no hardware. O recurso foi descrito como parte de um sistema de "perfil" que contém o Mii e outras informações pertinentes do jogador.

## Pré-Channels
Quando o jogador ligar o seu Wii pela primeira vez, aparecerá 6 channels diferentes. Todos os Wii comprados virão com estes 6 channels.

### Disc Channel
O Disc Channel permite que cada jogador jogue os jogos de Wii e do Nintendo GameCube. O Disc Channel indica o nome do título do Wii que está no drive e toca algo semelhante a uma "vinheta", de apresentação do jogo. Se um título de GameCube estiver no drive, é indicado o logo do GameCube enquanto toca o som do "startup" , como no GameCube. Se um DVD, um CD ou um título do Wii ou do GameCube de uma região diferente estiverem no drive ou o disco estiver introduzido de maneira errada, à volta dele será mostrada uma mensagem de erro "incapaz de ler o disco". Este é o único Channel que não pode ser trocado de posição. Está sempre na parte superior à esquerda.

### Mii Channel
Através do Mii Channel, cada jogador pode editar "personagens" em 3D de si próprio, dos familiares, de amigos, etc. Estas "caricaturas" denominadas de Miis podem depois ser usadas em vários softwares do Wii, como por exemplo nos jogos Wii Sports e Wii Sports Resort, onde o jogador pode escolher o próprio Mii para jogar os Golf, Boliche, etc. Estes Miis ficam gravados na memória interna, mas também podem ser gravados no Wiimote (até 10 Miis), podendo então ser levados por exemplo para casa de um colega para jogarem com eles em outro console. Os Miis também podem "povoar" outros consoles, através do WiiConnect24. Ao apertar respectivamente A, B, 1 e segurar o 2 você abre uma opção secreta para conectar ao Nintendo DS, utilizada no jogo Personal Training: Walking.

### Photo Channel
Inserindo um cartão SD ou SDHC(até 32GB) no console, você visualiza fotos ou videos , esses podem ser vistos através do Photo Channel. Um editor de imagem que vem incluído permite aos utilizadores alterarem imagens e adicionar efeitos. Mosaicos, Slide Shows(usando suas músicas favoritas salvas no cartão), e Puzzles podem também ser criados neste canal. As fotos editadas podem ser guardadas no Wii (o Wii não grava dados por cima dos já existentes no cartão SD) e enviadas para outros consoles Wii através do Wii Mesage Board.

### Wii Shop Channel
Era um Canal específico para download de conteúdo para o Wii e jogos para as seguintes plataformas:
- NES
- SNES
- Nintendo 64
- Virtual Console Arcade
- Commodore 64
- Master System
- NEOGEO
- Sega Genesis
- e TurboGrafx 16.

No Japão, além dos consoles já citados, menos o Commodore 64, existe a antiga plataforma MSX.
Os jogos custam em de 300 a 1000 Nintendo Points. E para os jogos Premium, estão apenas no idioma japonês.

#### WiiWare
Existia também os jogos exclusivos para a plataforma Wii, eles são chamados de WiiWare. Cada jogo de Wiiware tinha um preço, que pode variar de 500 a 1500 Nintendo Points. O canal foi descontinuado em 30 de janeiro de 2019.

#### Nintendo Points
Os jogos do Virtual Console e do Wiiware eram adquiridos com Nintendo Points (antigos Wii Points, antes do anúncio do DSi), que podem ser obtidos de duas maneiras: ou comprando-os no Wii Shop Channel com um cartão de crédito internacional ou comprando um cartão Nintendo Points, encontrado em lojas especializadas.
100 Nintendo Points custam US$1.00, ou 1€ ou 100 ienes japoneses. No Brasil, a venda de cartões pré pagos não existe oficialmente (só por meio de importadoras).
Tabela de preços (Nintendo Points) nos EUA:
- Jogos de NES
  - Preço Normal: 500 Nintendo Points
  - Preço Premium: 600 Nintendo Points

- Jogos de SNES
  - Preço Normal: 800 Nintendo Points
  - Preço Premium: 900 Nintendo Points

- Jogos de Nintendo 64
  - Preço Normal: 1000 Nintendo Points
  - Preço Premium: 1200 Nintendo Points

- Jogos de Arcade
  - Preço Normal: 500, 600, 800 Nintendo Points

- Jogos de Commodore 64
  - Preço Normal: 500 Nintendo Points

- Jogos de Master System
  - Preço Normal: 500 Nintendo Points
  - Preço Premium: 600 Nintendo Points

- Jogos de NEOGEO
  - Preço Normal: 900 Nintendo Points

- Jogos de Sega Genesis
  - Preço Normal: 800 Nintendo Points
  - Preço Premium: 900 Nintendo Points

- Jogos de TurboGrafx 16
  - Preço Normal: 600 Nintendo Points
  - Preço Premium: 700 Nintendo Points

Os jogos comprados tanto no Virtual Console como no WiiWare, se transformam automaticamente em channels. Já não é possível comprar Wii Points a partir de 26 de março de 2018.

### Forecast Channel
Este Channel permitia acessar às previsões de tempo do mundo inteiro, num ambiente em 3D semelhante ao do Google Earth. Quando ligado à Internet, o Wii atualiza automaticamente várias informações sobre o tempo da área local que for ajustada ou todo o mundo. O Wii Remote pode ser utilizado para rodar o globo e ver relatórios do tempo em cada cidade ou em todo o mundo. Esse channel só pode ser usado com uma conexão de Internet. Esse serviço foi desligado em 28 de junho de 2013.

### News Channel
Através dele pode-se ler as mais importantes noticias de todo o mundo. Estas estão organizadas em várias categorias, desde Esportes até Economia. Quando ligado à Internet, o Wii faz o update automático deste Channel, atualizando as notícias. Esse channel só pode ser usado com uma conexão de Internet. Esse serviço foi desligado em 28 de junho de 2013.

### Internet Channel
O Internet Channel é o navegador Opera para Wii, disponível para download no Shop Channel. Este Channel foi grátis para download até o fim de junho de 2007. Após esse período, passou a custar 500 Nintendo Points, continuou assim até setembro de 2009 quando voltou a ser distribuido gratuitamente.

### Everybody Votes Channel
Neste canal, é possível responder a diversas questões e dar a sua opinião em votações nacionais e internacionais. Votar é fácil e toda a família pode; basta escolher a questão que você quer responder e selecionar uma das duas respostas possíveis e mais tarde voltar para verificar os resultados dessa votação. É possível até prever/apostar que resposta vai ter mais votos e depois ver o quanto as suas previsões diferem das outras pessoas do Mundo. No máximo 6 pessoas por console podem votar. Esse serviço foi desligado em 28 de junho de 2013.

### Check Mii Out Channel
Neste canal, você pode ver Miis que outras pessoas do mundo inteiro puseram ou até participar em concursos com os seus Miis. A parte dos concursos se chama "Contests Menu" a Nintendo lança novos concursos toda vez por mês, e assim que um concurso acaba você pode julgar os melhores Miis e depois ver quem ganhou, o canal mostra os 50 melhores Miis que todas as pessoas do mundo fizeram para esse concurso. A parte de ver os Miis de outras pessoas, se chama "Posting Plaza', onde você pode olhar os Miis de outras pessoas, defini-los como favoritos ou até copiar para o seu console.

### Nintendo Channel
Com este canal é possível visualizar os lançamentos do Wii através de vídeo sob demanda, entrevistas, obter informações de jogos, e fazer downloads de jogos demonstrativos para o Nintendo DS e Nintendo DS Lite utilizando o DS Download Play. Esse serviço foi desligado em 28 de junho de 2013.

## Canais adicionais

### Mario Kart Channel
Com este canal incluído com o Mario Kart Wii, você verifica estatisticas regionais e mundiais, rankings de Friends, faz o download de dados fantasma, participa em eventos em nível mundial. E tudo sem precisar colocar o disco (ao menos que você queira ver um replay, jogar um torneio e tudo que você veja alguém). Esse serviço foi desligado em 20 de maio de 2014.

### Wii Speak Channel
Este canal foi feito para que as pessoas que o possuem o acessório Wii Speak possam conversar simultaneamente em um tipo de sala de bate-papo. As pessoas que possuem o acessório também podem mandar mensagens de voz para outras pessoas que não têm o acessório, desde de que cada pessoa tenha o Wii Number da outra, e vice-versa. O Wii Speak Channel só pode ser instalado através de um código que vem junto do acessório. Esse serviço foi desligado em 20 de maio de 2014.

### Wii Fit Channel
O canal permite aos jogadores do Wii Fit visualizar e comparar os seus resultados, e os de outros, bem como o seu progresso no jogo, sem necessidade de inserir o disco de jogo.

### Jam with the Band Live Channel
Este canal permite aos jogadores do jogo Nintendo DS Jam with the Band ligar o seu jogo à consola Wii e fazer que o áudio do jogo seja reproduzido através da televisão. Este canal só está disponível na Europa e no Japão.